# Ilanzer Artikel

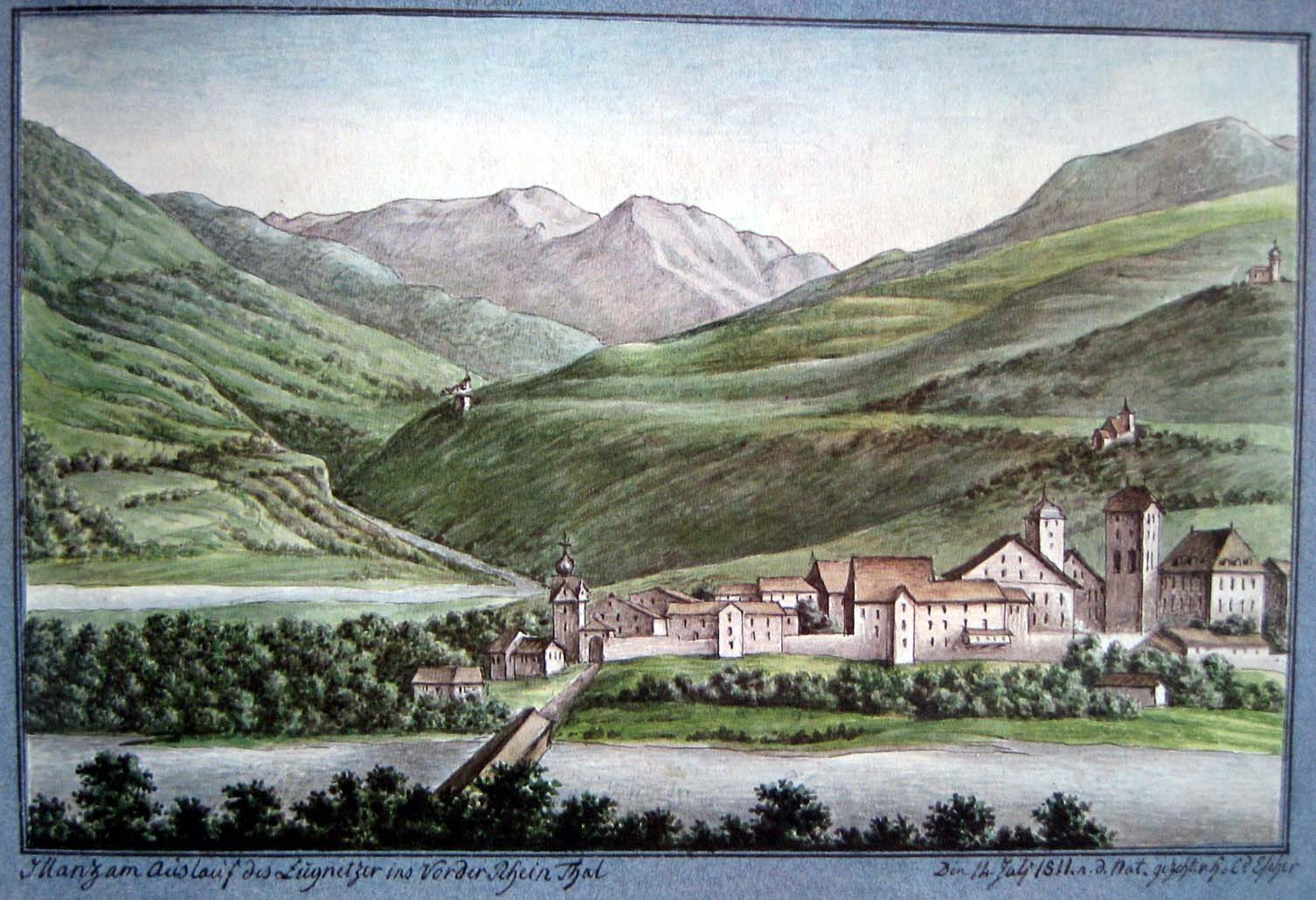
Ilanz am 14. Juli 1811, Aquarell von Hans Conrad Escher von der Linth

Die Ilanzer Artikel bezeichnen zwei Verordnungen von 1524 und 1526, die eine völlige Neuordnung des Landesrechts des Freistaats der Drei Bünde bedeuteten und die Geschichte Graubündens massgeblich prägten. Durch die Artikel, die jeweils der Allgemeine Bundstag verabschiedete, wurde Ilanz zum Ausgangspunkt der bündnerischen Reformation.

## Vorgeschichte
Allgemein setzte sich in den Ilanzer Artikeln eine im 15. Jahrhundert beginnende Tendenz fort, den einzelnen Gemeinden und Nachbarschaften umfassende Autonomie zuzugestehen. Die Artikel stehen im Gesamtzusammenhang der Ablösung der feudalen Gesellschaft und des Lehnswesens hin zu kleinräumigen Strukturen mit demokratischen Rechten und umfassenden bürgerlichen Freiheiten.

## Die ersten und zweiten Ilanzer Artikel
Die ersten Ilanzer Artikel vom 4. April 1524 umfassten 18 Punkte. Sie waren gegen den Missstand des spätmittelalterlichen Kirchenwesens gerichtet und forderten eine Präsenz des Bischofs am Hof in Chur und der Ortsgeistlichen in ihren Pfarreien. Ausserdem oblag nun die Pfarrwahl den Gemeinden. Das Kirchenrecht wurde aus allen weltlichen Belangen herausgenommen. Am 23. September 1524 wurde in Ilanz der allgemeine Bundesbrief der Drei Bünde gesiegelt. Beteiligt waren Abt Andreas von Disentis, Hans von Marmels aus Rhäzüns als kaiserlicher Vertreter und alle Gerichtsgemeinden des erwachenden Dreibündenstaates, aber nicht die Drei Bünde als staatliches Gebilde und Teilgebiet im Deutschen Reiche. Beschlossen wurde, den Bundesbrief alle 12 Jahre zu erneuern und beschwören. Der Bischof von Chur wird in diesem Bundesbrief nicht genannt und unterschreibt auch nicht. Mit diesem Bündnis wurde die Grundlage gelegt für eine staatliche Gründung des Freistaates der Drei Bünde, der bis zur Zeitenwende der Französischen Revolution dauerte.
In den zweiten Ilanzer Artikeln vom 25. Juni 1526 wurden die Rechte der katholischen Kirche und des Bischofs stark beschnitten. Sie waren das Ergebnis eines Religionsgesprächs zwischen Anhängern und Gegnern der Reformation und zeichneten sich durch einen radikaleren Grundzug aus. Massgeblich beeinflusst waren sie durch die Mitarbeit von Johannes Comander, dem führenden Bündner Reformator. Die Klöster unterstanden fortan staatlicher Kontrolle und durften bis auf weiteres keine Novizen mehr aufnehmen. Die Bischofswahl erfolgte durch das Domkapitel, benötigte aber die Zustimmung des Gotteshausbundes. Die Frondienstbarkeit und die Zehntenabgabe wurden auf ein Minimum beschränkt.

## Folgen
Mit den Ilanzer Artikeln gingen die letzten Hoheitsrechte des Bischofs für das ganze Gebiet der drei Bünde verloren. Das Oberengadin wurde dadurch völkerrechtlich ein souveränes Glied im Freistaat der drei Bünde. Die vormals fürstbischöflichen Ministerialengeschlechter von Salis und von Planta wurden zu den mächtigsten Familienverbänden in den Drei Bünden und besetzten hier und im Veltlin über viele Generationen zahlreiche Ämter.
Die Ilanzer Artikel hatten Geltung bis zum Ende des Staates Alt Fry Rätien im Zuge der Napoleonischen Umwälzungen in Europa. Auch der moderne Kanton Graubünden schreibt in seiner Gesetzgebung das Erbe der Ilanzer Artikel fort.